# Бельгийско-израильские отношения
Израильско-бельгийские отношения — двусторонние дипломатические отношения между Бельгией и Израилем.
Бельгия голосовала за План ООН по разделу Палестины в 1947 году и признала Государство Израиль 15 января 1950 года. У Бельгии есть посольство в Тель-Авиве, а у Израиля есть посольство в Брюсселе.
В феврале 2010 года на площади Короля Альберта в Тель-Авиве была установлена мемориальная табличка в память о Короле Альберте I, супруге Королевы Бельгии Елизаветы Баварской. В открытии памятника принимал участие мэр Тель-Авива Рон Хульдаи и посол Бельгии в Израиле Бенедикт Франкине.

## Государственные визиты
Король Альберт посетил Тель-Авив в 1933 году, его принимал мэр города Меир Дизенгоф.
Король Бодуэн и Королева Фабиола посетили Израиль в 1964 году.

## История

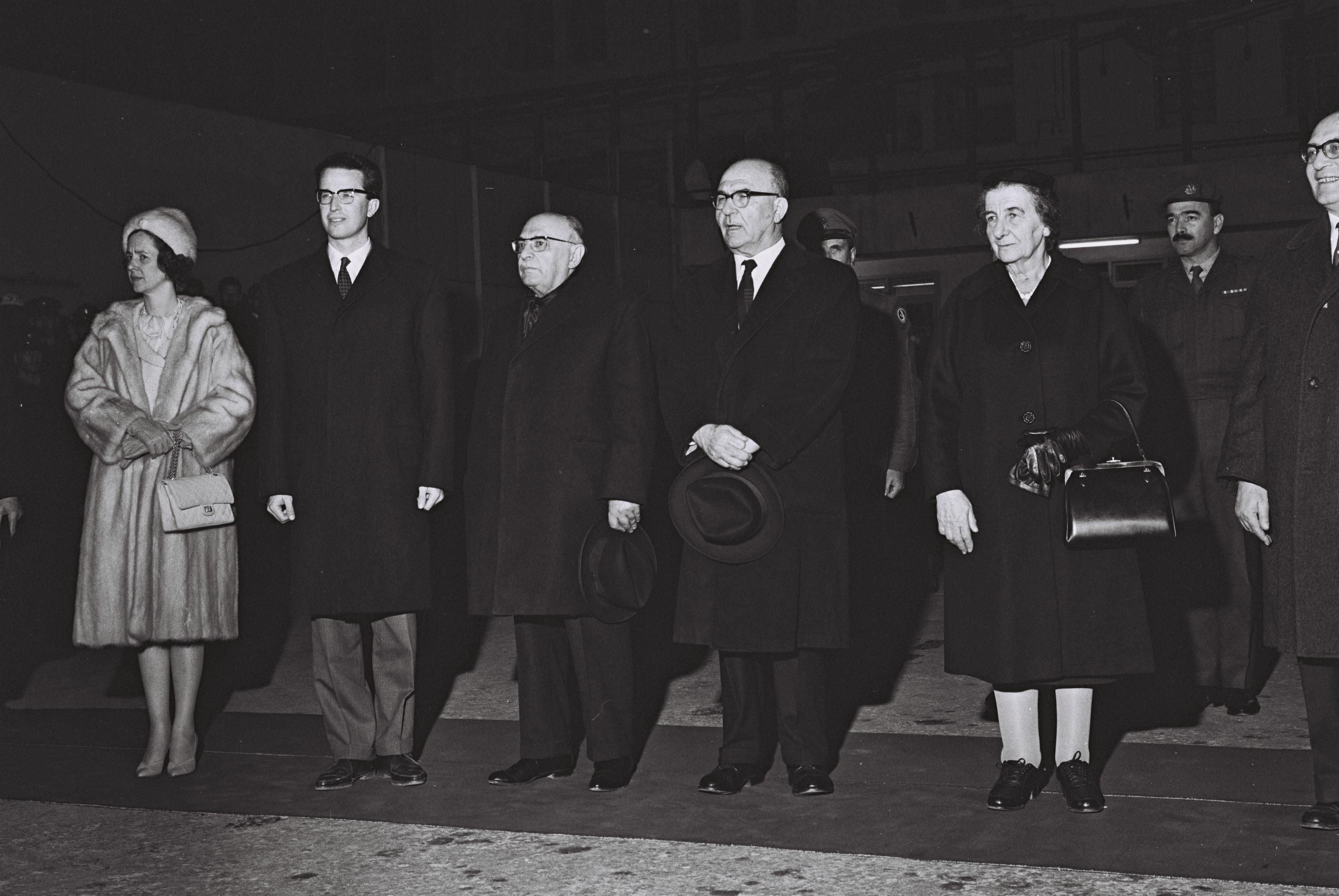
Король Бодуэн и Королева Фабиола во время визита в Израиль. В сопровождении президента Израиля Залмана Шазара, премьер-министра Леви Эшколя и министра иностранных дел Голды Меир, 16 февраля 1964 года

В 1975 году Бельгия голосовала против резолюции ООН, приравнивающей сионизм к расизму. Это помогло Израилю установить неформальные связи с Тунисом и стать членом Western European and Others Group (WEOG) при ООН. Было подписано множество культурных, научных и финансовых двусторонних соглашений, а также основано несколько дружественных бельгийско-израильских ассоциаций. Факультетский клуб и гостевой дом при Еврейском университете Иерусалима, известный как Бейт-Бельгия (Дом Бельгии) был построен при финансовой поддержке бельгийских друзей Еврейского университета.
В 2009 году израильский экспорт в Бельгию достиг $2.37 млрд, в то время как импорт из Бельгии составил $2.56 млрд. В 2010 году торговля между двумя странами увеличилась примерно на 50 %.
В марте 2010 года Израиль и Бельгия подписали новый договор о налогообложении для улучшения конкурентоспособности израильских компаний, работающих в Бельгии и увеличить бельгийские инвестиции в Израиле.

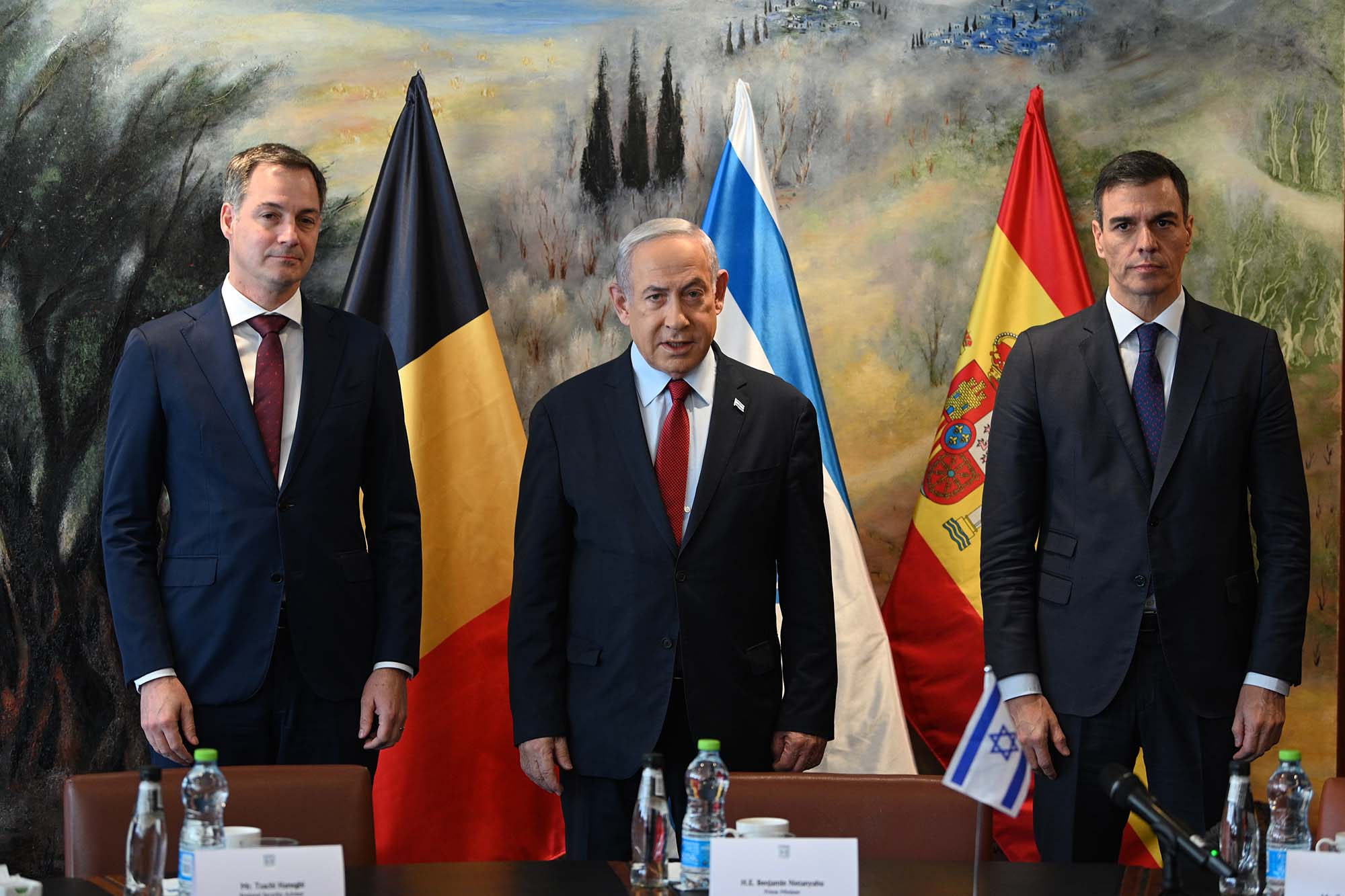
Премьер-министр Бельгии Александр Де Кро, премьер-министр Израиля Биньямин Нетаньяху и премьер-министр Испании Педро Санчес во время их официального визита в Израиль (ноябрь 2023 года).